# OEC Taipei Ladies Open 2013
L'OEC Taipei Ladies Open 2013 è stato un torneo professionistico di tennis femminile giocato sul sintetico indoor. È stata la 6ª edizione del torneo, che fa parte del WTA Challenger Tour 2013. Si è giocato a Taipei in Taiwan dal 4 al 10 novembre 2013.

## Partecipanti

### Teste di serie
| Nazionalità | Giocatrice        | Ranking* | Testa di serie |
| ----------- | ----------------- | -------- | -------------- |
| Giappone    | Kimiko Date-Krumm | 52       | 1              |
| Belgio      | Yanina Wickmayer  | 60       | 2              |
| Cina        | Zhang Shuai       | 62       | 3              |
| Giappone    | Ayumi Morita      | 63       | 4              |
| Giappone    | Kurumi Nara       | 70       | 5              |
| Francia     | Caroline Garcia   | 72       | 6              |
| Giappone    | Misaki Doi        | 78       | 7              |
| Croazia     | Ajla Tomljanović  | 79       | 8              |

* Ranking al 22 ottobre 2013.

### Altre partecipanti
Giocatrici che hanno ricevuto una wild card:
- Chan Yung-jan
- Chan Hao-ching
- Lee Ya-hsuan
- Wang Qiang

Giocatrici che sono passate dalle qualificazioni:
- Ekaterina Byčkova
- Chan Chin-wei
- Lesley Kerkhove
- Valerija Solov'ëva

## Campionesse

### Singolare
Alison Van Uytvanck ha sconfitto in finale  Yanina Wickmayer per 6-4, 6-2.

### Doppio
Caroline Garcia /  Jaroslava Švedova ha sconfitto in finale  Anna-Lena Friedsam /  Alison Van Uytvanck per 6-3, 6-3.